# Charaxes marmax
Charaxes marmax är en fjärilsart som beskrevs av John Obadiah Westwood 1848. Charaxes marmax ingår i släktet Charaxes och familjen praktfjärilar. Inga underarter finns listade i Catalogue of Life.

## Bildgalleri

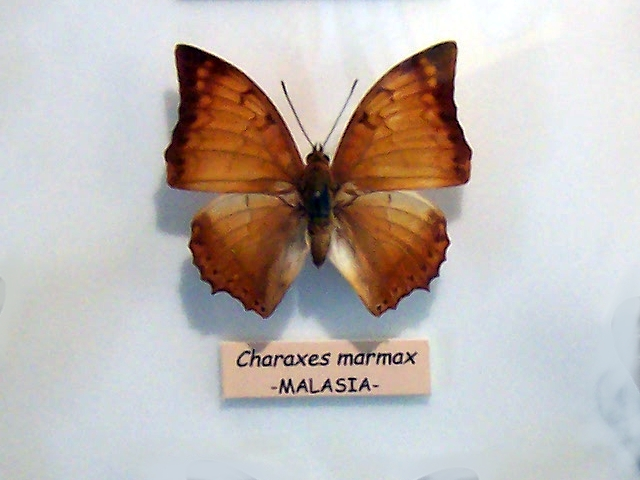
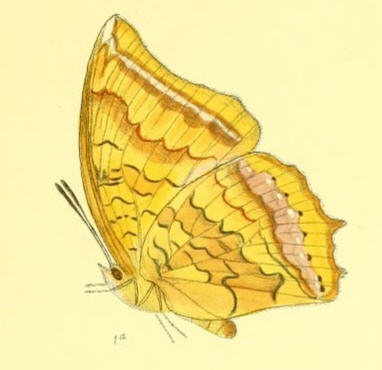
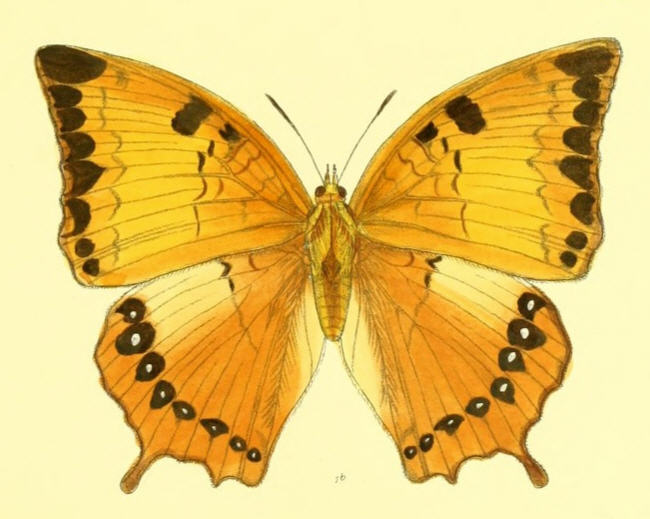
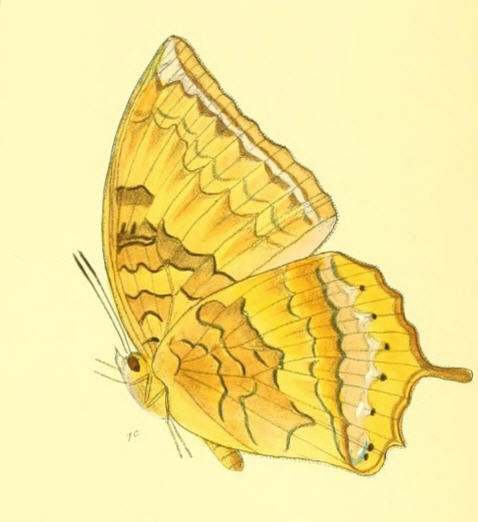